# Aquila di san Giovanni

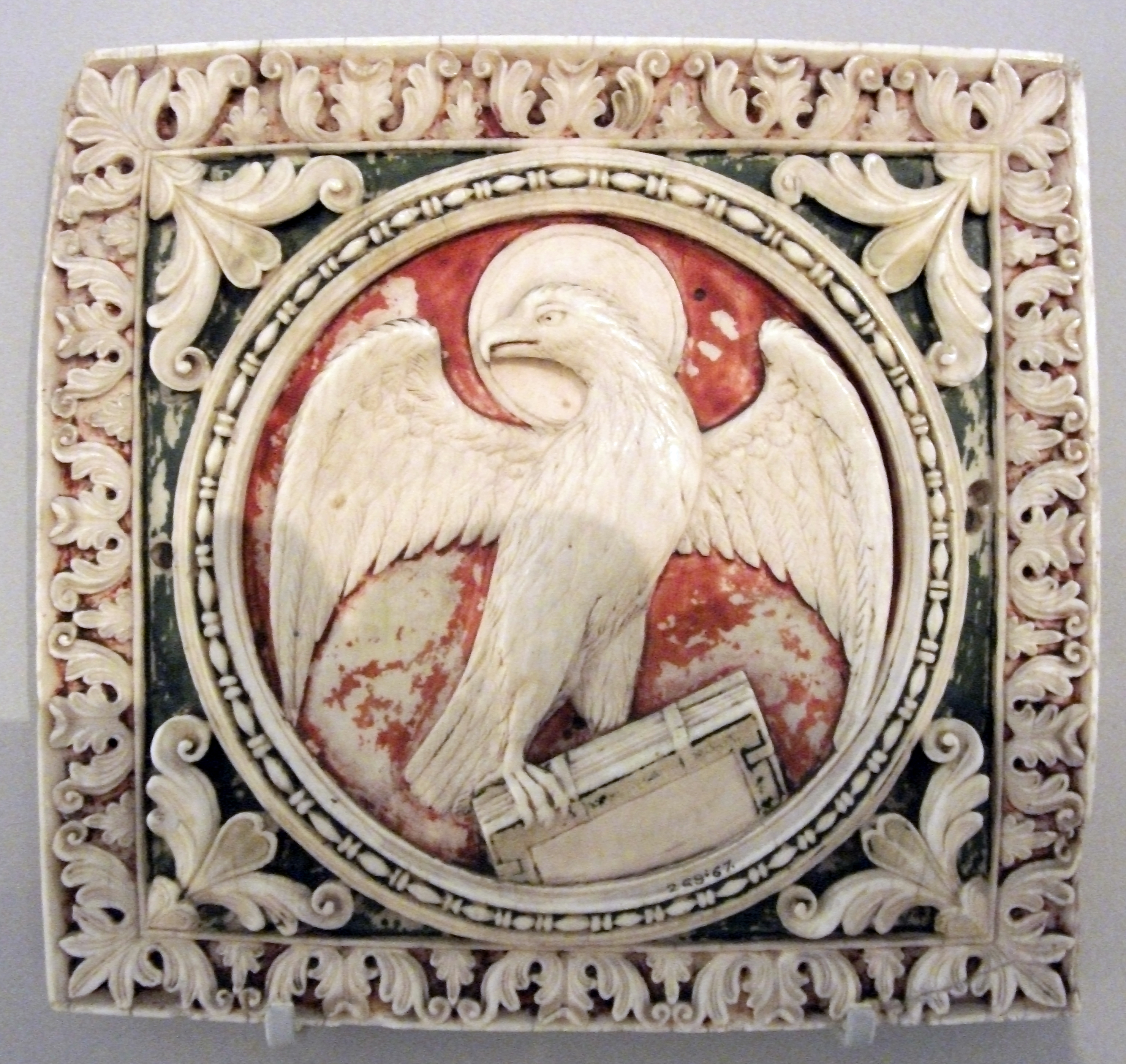
Placca in avorio di epoca carolingia con l'aquila di San Giovanni, Londra, Victoria & Albert Museum

L'Aquila di San Giovanni è un'aquila araldica, associata soprattutto alla Spagna e in particolare ai re cattolici, ma che fu successivamente utilizzata durante la Spagna franchista (1939–77) e la transizione spagnola (1977–81). È di solito raffigurata come nera con un'aureola dorata e gli artigli rossi.

## Origine
L'evangelista Giovanni, nell'iconografia cristiana è simboleggiato da un'aquila, spesso con un'aureola, un animale che era tradizionalmente visto come il re degli uccelli. L'aquila è una figura del cielo e, secondo gli studiosi cristiani, è in grado di guardare direttamente il sole.

## Storia
L'uso araldico più noto dell'Aquila di San Giovanni è stato come sostenente scelto dalla regina Isabella di Castiglia nel suo stemma personale, e successivamente integrato nell'araldica dei re cattolici. Questa scelta alludeva alla grande devozione della regina verso l'evangelista che precedette la sua ascesa al trono. Nella Sala del Trono dell'Alcazar di Segovia è presente un arazzo con lo stemma dei monarchi cattolici che include l'Aquila di san Giovanni.
L'Aquila di San Giovanni era posta sul lato degli scudi utilizzati come consorte inglese da Caterina d'Aragona, e successivamente da Maria I e Filippo come monarchi inglesi. In Spagna, Filippo però usava raramente l'Aquila di San Giovanni nei suoi stemmi.
L'Aquila dell'Evangelista fu recuperata come sostenente che reggeva lo scudo araldico della Spagna nel 1939, 1945 e 1977, e fu rimossa nel 1981 quando fu adottato lo stemma attuale.
Oggi l'Aquila di san Giovanni non è più utilizzata come simbolo della Spagna, ma compare in alcuni stemmi araldici, tra cui quelli di Lima, capitale del Perù, e di Valparaiso, seconda città del Cile.

## Galleria d'immagini

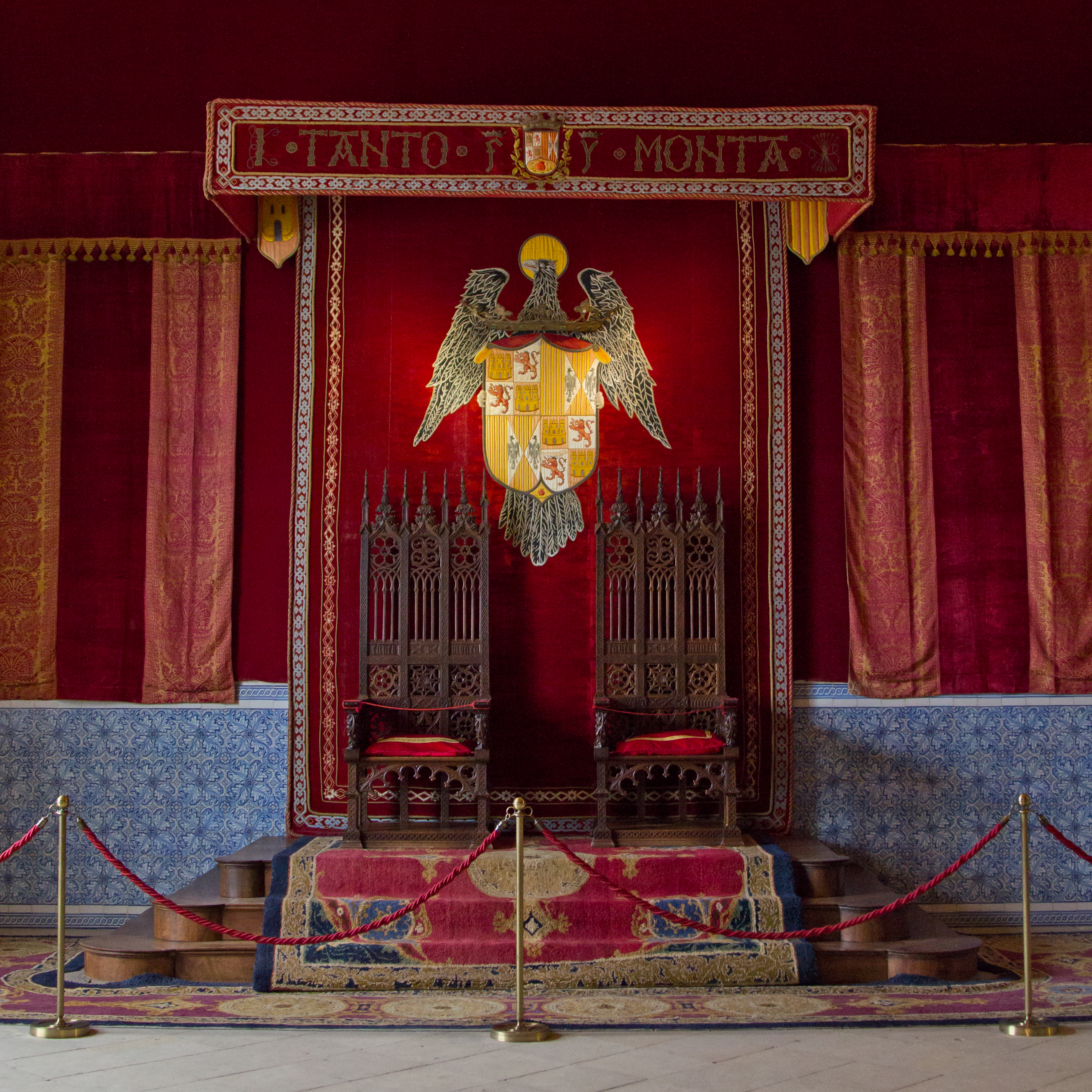
Lo stemma dei re cattolici all'Alcazar di Segovia
stemma di Ferdinando II d'Aragona
L'aquila di san Giovanni e il leone d'Inghilterra nello stemma di Caterina d'Aragona
Stemma di Maria I d'Inghilterra
Stemma della Spagna dai 1945 al 1977
Bandiera della Spagna dal 1945 al 1977
Stemma di Lima, Perù
Stemma di Valparaíso, Cile
Stemma del Dipartimento di Boyacá, Colombia
Stemma di Haapsalu, Estonia
Stemma della contea di Läänemaa, Estonia